# إيه كيه-102
إيه كيه-102 (بالإنجليزية: AK-102)‏ هي بندقية قصيرة من سلسلة كلاشنيكوف مشتقة من إيه كيه-101. تم تصميم إيه كيه-102 للسوق العالمية.يغلب على السلاح المواد البلاستيكية.

## التاريخ
بعد انهيار الاتحاد السوفيتي تحالفت غالبية الدول مع الولايات المتحدة وقامت غالبية شركات السلاح الخفيف السوفيتية السابقة بصناعة سلاحها بعيار الناتو لتقلل الخسائر وتتجنب الإفلاس